# Chocolat Rayon
Le chocolat Rayon est une ancienne marque de chocolat au lait en tablettes avec du miel, contenant une multitude de bulles d'air, ce qui rend sa texture très aérée. Il est fabriqué par Cailler du groupe Nestlé.
Il existe en blanc (au nougat) et en croustillant (crunchy).